# Ernest R. Emerson
Ernest R. Emerson (né le 7 mars 1955) est un coutelier américain, expert en arts martiaux et armes blanches. 

## Biographie

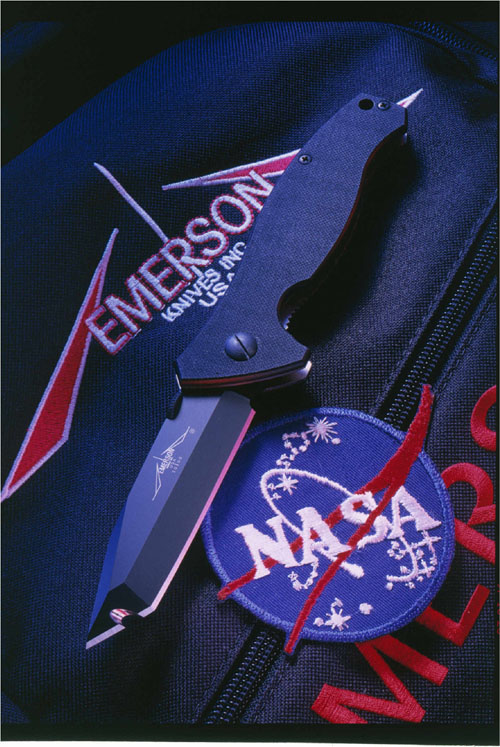
Couteau NASA par Ernest R. Emerson

À l'origine ingénieur dans l'industrie aérospatiale,Emerson devient un coutelier connu à ses débuts pour ses créations décoratives, puis plus tard renommé pour ses couteaux de combat, fondant alors une société chargée de produire à plus grande échelle ses créations. Emerson a popularisé un style de couteaux nommés Tactical-folder. Ses créations sont exposées dans certains musées et utilisées par les plongeurs de combat américains, les Navy SEALs et également par les astronautes de la NASA.